# Grégory Duruz
Grégory Duruz est un footballeur suisse, né le 20 avril 1977 à Sion.

## Biographie
Il remporte la Coupe de Suisse avec le FC Sion en 1996 et avec le FC Bâle en 2003. Il remporte également avec l'équipe du FC Sion et du FC Bâle, le championnat suisse en 1997 et en 2004. Après de nombreuses participations en Ligue des Champions et quelques expériences à l'étranger, il est de retour en Suisse et joue avec le Servette FC.
En juin 2010, il met un terme à sa carrière.

## Clubs successifs
| Saison      | Club                   | Pays             | Ligue | Championnat       | Coupe d'Europe |
| ----------- | ---------------------- | ---------------- | ----- | ----------------- | -------------- |
| 1994 - 1995 | FC Sion                | Suisse           | LNA   | 1 match / 0 but   | -              |
| 1995 - 1996 | FC Sion                | Suisse           | LNA   | 2 matchs / 0 but  | -              |
| 1996 - 1997 | FC Sion                | Suisse           | LNA   | 2 matchs / 0 but  | -              |
| 1996 - 1997 | SR Delémont            | Suisse           | LNB   | 14 matchs / 0 but | -              |
| 1997 - 1998 | Vevey-Sports           | Suisse           | 1er   | 11 matchs / 0 but | -              |
| 1997 - 1998 | FC Sion                | Suisse           | LNA   | 3 matchs / 0 but  | -              |
| 1998 - 1999 | FC Sion                | Suisse           | LNA   | 26 matchs / 0 but | -              |
| 1999 - 2000 | FC Sion                | Suisse           | LNB   | 30 matchs / 0 but | -              |
| 2000 - 2001 | FC Sion                | Suisse           | LNA   | 23 matchs / 0 but | -              |
| 2001 - 2002 | FC Sion                | Suisse           | LNA   | 32 matchs / 1 but | -              |
| 2002 - 2003 | FC Bâle                | Suisse           | LNA   | 22 matchs / 0 but | -              |
| 2003 - 2004 | FC Bâle                | Suisse           | LNA   | 11 matchs / 0 but | -              |
| 2004 - 2005 | Amiens SC              | France           | L2    | 18 matchs / 0 but | -              |
| 2005 - 2006 | FC Thoune              | Suisse           | ASL   | 23 matchs / 0 but | -              |
| 2006 - 2007 | New Zealand Knights FC | Nouvelle-Zélande | D1    | 13 matchs / 0 but | -              |
| 2007 - 2008 | FC Chiasso             | Suisse           | CHL   | 7 matchs / 0 but  | -              |
| 2008 - 2009 | FC La Tour/Le Pâquier  | Suisse           | ?     | matchs / but      | -              |
| 2009 - 2010 | FC Servette            | Suisse           | ?     | matchs / but      | -              |